# Верпа конічна
Верпа конічна, шапинка конічна (Verpa conica) — вид грибів роду верпа (Verpa) родини зморшкові (Morchellaceae).

## Будова
Полодові тіла прямостоячі, до 10 см висотою. Шапинка дзвіночкоподібна або яйцеподібна, злегка хвиляста або складчаста, з вільними краями, 1-3 см висотою, 1-1,5 см в діаметрі, світло-бура, донизу біла.
Ніжка 5-10 см висотою, 1-1,5 см товщиною, білувата, світло-жовтувата, досить крихка.
М'якоть тонка, без особливого запаху і смаку.
Сумки циліндричні, восьмиспорові. Спори еліпсоїдні, гладкі, без кольору, одноклітинні 20-25 х 12-18 мкм.

## Поширення та середовище існування
В світі поширений в Європі, Азії, Північній Америці. В Україні в Лісостепу, в насадженнях ясену, клену, грабу. на ґрунті, в листяних лісах навесні, з квітня по травень.

## Практичне використання
Умовно-їстівний гриб низької якості.